# 环形暗场成像
环形暗场成像（Annular dark-field imaging）是扫描透射电子显微镜（STEM）的电子束扫描样品后，在样品下方利用环形暗场检测器来收集散射电子的成像方式。

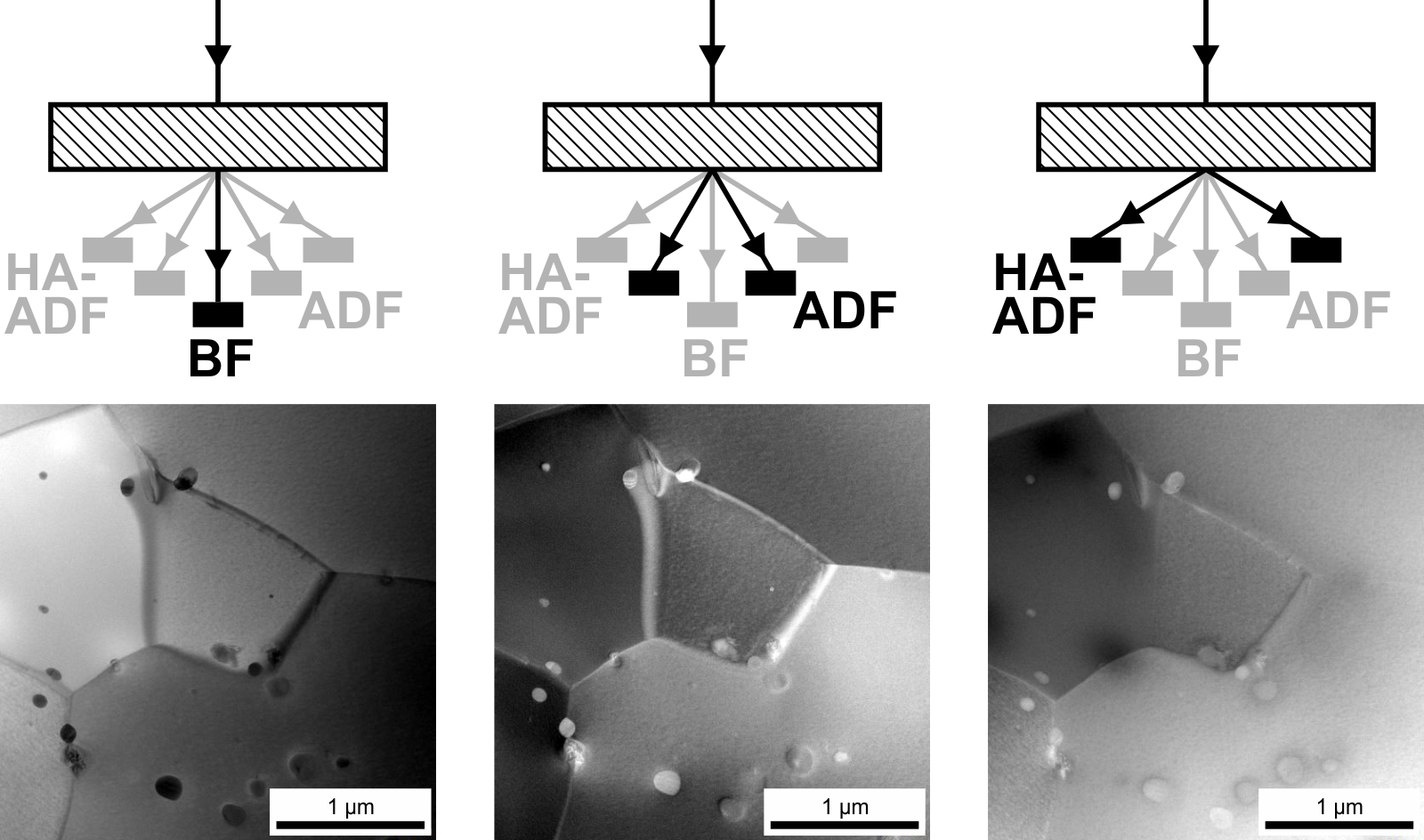
探测器不同接收角度（探测器内角）对应的成像模式：BF—明场像，ADF—环形暗场像，HAADF—高角环形暗场像

传统透射电子显微镜的暗场成像模式使用一个物镜光阑（objective aperture）来过滤掉透射束，并通过收集未被其过滤的散射电子进行成像。相比之下，STEM的环形暗场成像不采用光阑对散射电子和主透射束进行区分，而是采用一个环形检测器去收集偏离主透射束上的各个方向的散射电子，这样一来也能同时使用其他探头收集主透射束进行分析。这样环形检测器收集到的电子数量远多于传统光阑过滤法，因此STEM的环形暗场成像采样效率要优于传统暗场成像。此外，从环形探测器中间孔洞穿过的主透射电子束可以进入电子能量损失谱（EELS）检测器，同时进行元素成分、配位及化合价信息分析；亦或者在样品上方放置能量色散X射线谱（EDS）检测器进行微区元素分析；此外也可以和明场成像同时进行。
传统暗场像与STEM的环形暗场像之间的像衬度成因机制不同。在入射电子束与样品发生相互作用时会使电子产生弹性散射和非弹性散射，因而在样品下方的不同位置将会接收到不同的信号，根据偏离主透射束的角度，即探测器内角的不同划分为三种成像模式：
- 探测器内角θ<10 mrad（约0.57°）主要为透射电子以及部分散射电子，利用轴向明场探测器接受这一范围内的电子得到环形明场像（Annular bright-field image，ABF）
- 探测器内角10 mrad<θ<50 mrad （约2.86°）为布拉格散射的电子， 得到环形暗场像（Annular dark-field image，ADF）
- 探测器内角θ>50 mrad为高度不相干的卢瑟福散射的电子，得到高角度环形暗场像（High-angle annular dark-field imaging，HAADF）

也有的划分为8-13 mrad以下为ABF，40 mrad以上为HAADF，介于两者之间为ADF。

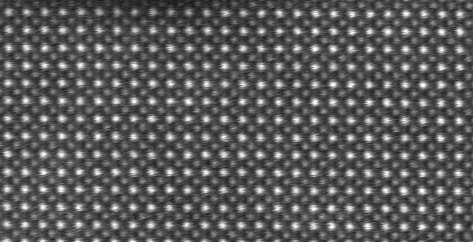
利用高角环形暗场成像，对钙钛矿型氧化物SrTiO_{3}实现原子级分辨率成像。

## 历史
20世纪70年代场发射电子枪问世后，STEM首次实现了对单个重原子的观测。1973年汉弗莱斯（Humphreys）等人首次提出高角环形暗场探测器的概念，并预测当探测器内角变大时，像衬度从与原子序数Z成正比变成与Z的约2次方成正比。1998年美国橡树岭国家实验室的彭尼库克（S. J. Pennycook）等人首次实现了STEM的HAADF成像，并利用其观测到高温超导体YBa2Cu3O7–x和ErBa2Cu3O7–x的低指数晶带轴的高分辨原子序数衬度像，并于1993年将透过环形探测器中间孔的透射束接入EELS探测器，在互不干扰的情况下同时得到了硅和硅化钴外延界面处的0.13 nm分辨率的HAADF像和原子分辨量级的EELS分析。2003年，巴特森（P. E. Batson）通过校正球差使得电子束斑汇聚到0.078 nm（0.78埃米），使得分辨率达到亚埃米级。
2009年日本電子的奥西荣治（日语： Eiji Okunishi）发明环形明场像，可在较宽的样品厚度和欠焦（defoucs）范围内对轻、重元素进行观测。

## 环形明场像与环形暗场像
环形明场像（ABF）与环形暗场像（ADF）的区别主要在与检测器接收到的电子类型不同：明场像主要接收的是发生弹性散射的相干电子；环形暗场像则接收的是发生弹性散射的非相干电子。
ABF像衬度与的Z1/3成正比，所以其对原子序数Z较低的原子敏感，即使在较厚样品下发生明显热漫散射干扰也不会影响轻元素衬度，因此其常用于锂电池材料分析。其类似于一般的TEM明场像，可以形成诸如弱束像、相位衬度像、晶格像等各种衬度的像，且探测器内角越低越接近TEM明场像。在同样成像条件下，ABF像分辨率比ADF像高，但ABF更容易受像差影响。

## 高角度环形暗场成像
高角度环形暗场成像（HAADF）简称高角环形暗场像，其通过收集高偏离角的非相干散射电子（卢瑟福散射）来进行成像，为非相干像， 在几何上是原子列（atomic column）的投影像。其散射强度对材料中原子的原子序数Z非常敏感，原子序数Z越高，入射电子与原子核的静电相互作用越强，散射的电子偏离角度越大，因此环形检测器收集到的电子信号强度越强，在对应的图像区域越亮。因此HAADF像又称为Z衬度像，原子序数衬度像或元素衬度像（Z contrast image）。
基于其对重原子敏感的特点，HAADF像常用于确定异相催化剂中重金属颗粒大小以及分布。

### 像衬度
环形成像法最初是采用的一个低角度环形检测器来提高电子收集效率，结果发现由布拉格散射电子产生的衍射衬度对图像干扰很大（即ADF），遂将探测器内角提高避免接收布拉格散射电子，于是就形成HAADF像。
HAADF的像衬度形成原理如下，接收到的高角散射电子主要由入射电子与样品中原子内壳层1s态电子相互作用发生卢瑟福散射所引起。在散射角θ1和θ2之间构成的环形区域中，卢瑟福散射电子的散射截面σ为：
{\displaystyle \sigma =\left({\frac {m}{m_{0}}}\right){\frac {Z^{2}\lambda ^{4}}{4\pi ^{3}a_{0}^{2}}}{\bigl (}{\frac {1}{\theta _{1}^{2}+\theta _{0}^{2}}}-{\frac {1}{\theta _{2}^{2}+\theta _{0}^{2}}}{\bigr )}}，其中
- {\displaystyle m}为电子的运动质量
- {\displaystyle m_{0}}为电子的静止质量
- {\displaystyle Z}为原子序数
- {\displaystyle \lambda }为电子波长
- {\displaystyle a_{0}}为波尔半径
- {\displaystyle \theta _{0}}为博特恩特征散射角

因此，在厚度为{\displaystyle t}的试样中，单位原子数为{\displaystyle N}时的散射强度{\displaystyle I_{s}=\sigma NIt}，其中{\displaystyle I}为原子列的散射强度，因此理论上HAADF像衬度与Z2成正比。但实际上，通过一系列近似后，像衬度与Z1.7或Z1.8成正比，接近于Z2。
由于环形检测器的几何大小远高于入射电子束在样品内激发的布洛赫波之间的干涉效应产生的衍射盘大小，因此干涉效应不会影响HAADF像。此外，1s态电子分布非常局域且没有色散，在薄试样中不会引发串扰效应影响电子的非相干性。再者，声子对入射电子的散射导致被散射电子的能量和动量变化，电子的相干性进一步破坏，因此HAADF接收到的是高度不相干的散射电子。这使得其不像高分辨透射电镜（HRTEM）一样会发生衬度反转，即HAADF像中较暗的区域不会随样品厚度以及欠焦量的改变而发生变亮，像中的亮点总是对应原子列的位置。

异相催化剂的STEM明场像与HAADF像对比
负载有金属钌的氮杂碳催化剂的STEM明场像
对应的HAADF图像，可明显观察到高亮的钌纳米颗粒（Ru原子序数远高于C和N），由此可以确定钌颗粒的平均粒径和分布。

### 分辨率
STEM的HAADF像分辨率很高，可达到亚埃米级，而且分辨率大小很大程度上取决于探测电子束的汇聚程度，即物镜的像差（特别是球差）的校正程度，电子束汇聚得越细，分辨率越高。虽然扫描电子显微镜的背散射电子像（BSE）也可形成Z衬度像，但在分辨率上，STEM的HAADF像更占优势。

### 电镜规格
HAADF成像一般是收集偏离角在5°以上的卢瑟福散射电子，对于TEM或STEM来说，最佳HAADF成像状态即最大衍射角较大，最小相机长度较小，这样才能很好地区分卢瑟福散射电子与布拉格散射电子。例如对于许多晶体材料来说，较大的最大衍射角意味着能实现两种散射电子的良好地分离；同时较小的相机长度可避免布拉格散射电子击中环形检测器，保证环形检测器接收到的均为卢瑟福散射电子。

### 与其他表征手段联用
基于环形暗场检测器形状与位置，使得在STEM中HAADF可与其他测试方法联用。如在样品上方放置能量色散X射线谱（EDS）检测器对相应区域进行碳以上的元素达到原子级的定量与定性分析；也可以将从环形检测器中间孔洞穿过的电子接入电子能量损失谱（EELS）检测器对样品分析出大量原子分辨率的化学和电子结构信息，或者直接接入明场像检测器进行明场成像。因此在一次测试就可以同时对样品的化学成分、原子结构、电子结构等信息进行分析。

STEM对同一试样的不同表征手段联用
HAADF像
EDS元素组成与分布分析
HAADF像与EDS元素分析同时进行（EDS仅展示钌）